# Quattro conigli neri
Quattro conigli neri è il sesto mixtape del rapper italiano Mondo Marcio, pubblicato il 31 agosto 2012 dalla Mondo Records.

## Descrizione
Come quanto accaduto per il precedente mixtape Puoi fare di meglio (2011), Quattro conigli neri è stato pubblicato per il download gratuito e contiene alcuni brani inediti composti come anticipazione per il quinto album in studio Cose dell'altro mondo più altri brani successivamente inclusi nello stesso, tra cui i singoli Fight Rap e Senza cuore.

## Tracce
1. Nel buio (intro)
2. Soltanto marci
3. Conosci il tuo nemico
4. Come Iva Zanicchi
5. Fight Rap
6. All I Love
7. Senza cuore
8. Warning
9. Bang!
10. Fumo passivo (feat. A&R)
11. Lord Knows
12. Dischi volanti (feat. Jack the Smoker)
13. Conosci il nome
14. Dove sono i soldi?